# Mojomanis
Mojomanis is een bestuurslaag in het regentschap Ngawi van de provincie Oost-Java, Indonesië. Mojomanis telt 1971 inwoners (volkstelling 2010).